# Mayabunder
Mayabunder, còn được viết là Maya Bunder hoặc Maya Bandar, là một tehsil của huyện North and Middle Andaman, nằm ở phần phía Bắc đảo Middle Andaman, Andaman Archipelago, Ấn Độ.